# Illuminations (EP)
Az Illuminations Little Boots brit énekesnő negyedik középlemeze, mely 2009. június 9-én jelent meg Észak-Amerikában az Elektra Records gondozásában. Digitálisan jelent meg, és tartalmazott egy digitális füzetet és a New in Town videóklipjét. Kanadában CD formában került kiadásra.

## Az album dalai
1. New in Town (Victoria Hesketh, Greg Kurstin) – 3:19
2. Stuck on Repeat (Hesketh, Kurstin, Joe Goddard) – 3:21
3. Not Now (Hesketh, Roy Kerr, Anu Pillai, Eg White) – 3:51
4. Magical (Hesketh, Simon Lord) – 3:45
5. Love Kills (Freddie Mercury, Giorgio Moroder) – 3:41
6. New in Town (Video) – 3:18

## Albumlistás helyezések
| Albumlista (2009)                | Legjobb helyezés |
| -------------------------------- | ---------------- |
| US Dance/Electronic Albums lista | 14               |
| US Heatseekers Albums lista      | 32               |

## Fordítás
Ez a szócikk részben vagy egészben  az   Illuminations (EP) című angol Wikipédia-szócikk fordításán alapul.  Az eredeti cikk szerkesztőit annak laptörténete sorolja fel. Ez a jelzés csupán a megfogalmazás eredetét és a szerzői jogokat jelzi, nem szolgál a cikkben szereplő információk forrásmegjelöléseként.